# Gubacsi Attila
Gubacsi Attila (Kecskemét, 1968. június 20. –) tanár, kutató, feketeöves kjokusin karateka, sensei.  Piliscsabán él. Három gyermek, Gréta, Soma és Zoé édesapja.

## Pályafutása
Az Eötvös Lóránd Tudományegyetemen szerezte első diplomáját. Egyszerre tanult szociológiát, és végezte el a BTK média szakát. Később a  Pécsi Janus Pannonius Tudományegyetem jog- és politológia szakmai ösztöndíjasa.
Szociológiai munkássága során vizsgálta a falvak és szórványtelepülések, tanyák esélyeit, foglalkozott a Duna-melléki Ordas és a Tisza melletti tanyavilág párhuzamos feltérképezésével, emellett a médiumok rendszerváltás utáni újrastrukturálódását kutatta. Már végzett szociológusként tagja egy kutatócsoportnak, amely kereskedelmi televíziók számára készített elemzéseket.
Évek óta figyelemmel kíséri, elemzi a hazai internetes társadalom alakulását. E tudományterületen számos publikációja jelent meg, ezek közül néhány: Max Weber szociológiája (1996), Robert K. Merton: Társadalomelmélet és társadalmi struktúra (1994), Jürgen Habermas: A nyilvánosság szerkezetváltozása, recenzió (1994), A magyar médiumok újrastrukturálódása (1995), Tanya és Falu (1997, ELTE), Erdei Ferenc: Futóhomok, recenzió (1997), Szórványtelepülések vizsgálati hipotézise (1997).
2010-ben alapító ügyvezetője a Harcművészek az Egészséges Gyermekekért Mozgalomnak (HEGYEM), ahol a hátrányos helyzetű gyermekeknek való segítségnyújtás különböző formáit szervezi. A HEGYEM Mozgalom megalapítása, felépítése, és tanári, oktatói hivatása mellett karitatív munkájának része a zen, a Budo és a harcművészetek filozófiájának átadása gyermekek számára - gyermekvédelem, valamint a tudomány és a spiritualitás integrálása.
Az ATEMI Martial Arts Budo Academy nemzetközi igazgatója, 2021-ben a Magyar Testnevelési és Sporttudományi Egyetem MsC vizsgáztató oktatója, az ATEMI Megvilágosodás Sztúpa nemzetközi elnöke.
Harcművészként és spirituális tanítói pályájának néhány mérföldköve: 2007 Kyusho-Academy; 2007 Kyokushin Shodan Japan; 2009 Japanese Embassy Award; 2009 Kyokushin Nidan; 2011 reikitanár, Németország; 2012 International Budo Kai “Sensei” Rank Sandan; 2013 Head of Physical Department – European Kyusho Academy; 2016 O-1B USA Visa approved Extraordinary Grand Budo Master; 2017 Rokudan Karate-do Federation, Tokió; 2017 Kyokushin Godan; 2018 Rokudan Hungarian Karate Federation; 2019 Nanadan Goodwill Ambassador-Zensyokan Japán; 2021 Magyar Testnevelési és Sporttudományi Egyetem – Küzdősport tanszék MsC kutatásmódszertan vizsgáztató tanára, 2022 Grand Master, technical director Kathmandu, Nepál; 2023 Grand Master, technical director Sri Lanka; 2023 Zensyokan Kyudan Bodhidharma-Kechimyaku Ryutoku Komyo; 2023 Gubaschi Ryu Founder, Judan Title of Dhyana Mahaacharya, Japán.
2014-ben Brüsszelben japán követségi kitüntetésben részesült a BUDO kultúra magyarországi elterjesztése és ápolása területén végzett kiemelkedő tevékenységéért.
Harcművészeti témában megjelent legfontosabb munkája a 21 Szamuráj című könyv (2009, narratív interjúkötet Magyarország vezető harcművészeivel, társszerző Barta Balázs).

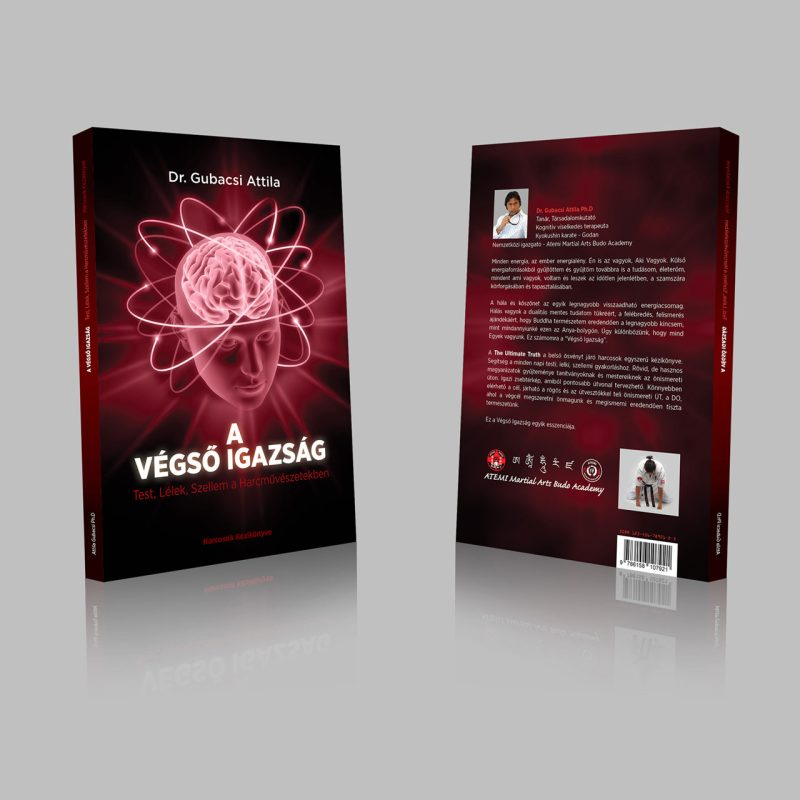
Dr. Gubacsi Attila: A végső igazság (2024)

2024-ben megjelent könyve: "A Végső Igazság" - a belső ösvényt járó harcosok egyszerű kézikönyve. Segítség a minden napi testi, lelki, szellemi gyakorláshoz. Rövid, de hasznos magyarázatok gyűjteménye tanítványoknak és mestereiknek az önismereti úton.  Angol nyelven is megjelent, The Ultimate Truth címmel.

## Mesterei
- Némedi Dénes
- Dr. Popper Péter
- Adámy István
- Tanaka Koshiro
- Ójama Maszutacu
- Dayn Denrose
- Dr. Mészáros János